# Montezumina bidentata
Montezumina bidentata är en insektsart som beskrevs av Nickle 1984. Montezumina bidentata ingår i släktet Montezumina och familjen vårtbitare. Inga underarter finns listade i Catalogue of Life.